# Міжнародна політика
Міжнаро́дна полі́тика — термін, який у науковій та науково-популярній літературі сьогодні вживається у трьох основних значеннях: 1) сукупність політичних, економічних, ідеологічних та інших зв’язків і взаємовідносин між головними учасниками (державами, міжнародними організаціями, ТНК тощо), що діють на міжнародній арені (визначення близьке до розуміння змісту поняття міжнародні відносини); 2) діяльність великих держав та наддержав щодо встановлення та підтримання свого світового лідерства або панування (стосується здебільшого терміна «світова політика»); 3) сукупна цілеспрямована діяльність міжнародних акторів у сфері регулювання міжнародних відносин з метою реалізації їхніх інтересів і цілей та створення й підтримання сприятливого для них міжнародного (світового) порядку.
Суб'єктами міжнародної політики є:
- держава або групи держав,
- міжнародні організації,
- масові рухи транснаціонального характеру,
- релігії та церкви різних напрямів,
- політичні партії та громадські об'єднання,
- ЗМІ.

Створення і підтримання умов для реалізації свого впливу (сили) становить фундаментальний зовнішньополітичний інтерес держави. З іншого боку, саму силу держави можна визначити як її здатність захищати свої інтереси та реалізовувати свій потенціал на міжнародній арені, її спроможність спонукати (або примусити) іншого суб'єкта діяти в напрямі, бажаному для цієї держави.
Сила (power) — це поняття одночасно об'єктивне і суб'єктивне. Воно складається з багатьох елементів, має різні параметри. Серед них найважливішими є:
- геополітичне становище (geopolitical location);
- населення (population): передусім ідеться про чисельність населення, стан його здоров'я, вікову структуру, природний приріст, а також його соціальні характеристики; чисельність населення зумовлює розмір і стан збройних сил; людська база є основою військової могутності; крім кількісного виміру населення важливі його якісні риси, зокрема національний характер, який випливає з його традиційної філософії буття й історичного досвіду;
- природні ресурси (natural resources) — країна з великими ресурсами потенційно перебуває у вигідному становищі, але за умови, що вона має можливість їх експлуатувати;
- індустріальний розвиток держави (industrial capacities)  — усі воєнні конфлікти XIX–ХХст. підтверджували висновок: перемогу здобували країни з вищою індустріальною базою; рівень індустріального розвитку відіграє велику роль і в мирний час; наслідком індустріальної могутності країни є досягнення вищого життєвого рівня, що забезпечує підтримку уряду населенням, створює ситуацію політичної стабільності; водночас зміцнення індустріальної могутності держави збільшує її потреби в нових ресурсах, а це призводить до потенційної залежності від інших країн, особливо у сфері енергоносіїв, якими країни забезпечені дуже нерівномірно;

- військова могутність (military power) — це не тільки кількість військової техніки, а ще й уміння її використати як для захисту своєї вітчизни, так і в разі можливих дій на чужій території;

- воля (will to act) — цей показник не піддається кількісному виміру, але без волі, без бажання використати все, про що говорилося вище (природні ресурси, військову та індустріальну могутність) в інтересах своєї держави, не може бути й мови про міжнародну силу; дослідники розглядають її або як волю еліти досягати поставлених цілей, або як волю населення підтримувати владні рішення, або як поєднання того й іншого;
- політичне керівництво і внутрішня організація влади (political management and internal organization of power) є важливим чинником міжнародної сили держави; у період миру і процвітання переважають колективні форми керівництва, або, принаймні, такі, що видають себе за колективні; у кризові або воєнні часи країни потребують централізованого управління; політична фракційність зменшує політичну стабільність і відповідно підриває силу держави;
- дипломатія (diplomacy) теж може вважатися чинником міжнародної сили держави; досвідчені дипломати вміють захистити інтереси своєї держави, створити сприятливий для неї міжнародний клімат, який дозволяє державі реалізовувати свої міжнародні цілі;
- міжнародний імідж держави (the image of the state), тобто її образ, її сприйняття іншими державами також є однією з основних складових сили держави на міжнародній арені.

### Види міжнародних відносин
1. За рівнем представництва:
- на найвищому рівні (перші особи);
- на високому рівні (міністри ЗС, члени КМ, заступники керівників міжнародних організацій);
- середній рівень (заступники міністрів, спеціальні представники перших осіб держави);
- низький рівень (надзвичайні та повноважні посли держав, спеціальні представники організацій).

2. За статусом:
- формальні, офіційні;
- неформальні, неофіційні.

3. За змістом:
- відносини співпраці (встановлюються зазвичай між партнерами, приблизно рівними за силою, могутністю та потенціалом);
- відносини співіснування (коли суб'єкти, маючи різні основні інтереси, змушені підтримувати тимчасове співробітництво, що може прерости як у постійне, так і в конфлікт);
- відносини нейтралітету (відмова від участі у війні у будь-якій формі).

### Структура цілей та завдань міжнародної політики
В історії:
- територіально-економічні зазіхання;

- боротьба за сфери впливу, за ринки збуту, джерела сировини та їх перерозподіл.

У сучасності:
- участь у міжнародному поділі праці та пов'язаному з ним обміні товарами, сировиною, технологіями, винаходами і духовними цінностями;
- спільне розв'язання глобальних проблем сучасного світу;
- захист прав людини;
- колективне забезпечення міжнародного миру.

Засоби здійснення міжнародної політики:
- війна — тривалий збройний конфлікт між окремими державами, групами держав (світова війна) або верствами населення в одній державі (громадянська війна); підраховано, що за 3,5 тис. рр. писаної історії людство лише 270 років жило без війн; війна ще й досі є поширеним засобом міжнародної політики;

- дипломатія (з грец.διπλομα — лист, складений навпіл) — офіційна діяльність держав, урядів та інших уповноважених осіб, органів, установ, які здійснюють зовнішні відносини держави і репрезентують її інтереси на міжнародній арені; дипломатія здійснюється за допомогою внутрішніх (глава держави, уряду, МЗС, МЗ торгівлі, інші міністерства та комітети, які певною мірою співпрацюють з аналогічними інститутами за кордоном тощо) та зовнішніх (дипломатичні представництва, зокрема посольства, місії, на чолі яких стоять представники різних класів та рангів) державних інститутів.

Принципи сучасних міжнародних відносини:
Принципи сучасних міжнародних відносини:
- повага до державного суверенітету та суверенної рівності,
- незастосування сили чи погрози силою,
- непорушності кордонів і територіальної цілісності держав,
- мирного врегулювання конфліктів,
- невтручання у внутрішні справи,
- поваги до прав людини й основних свобод,
- рівноправності та права народів розпоряджатися своєю долею,
- співпраці між державами,
- сумлінного виконання міжнародних зобов'язань.